# Wilhelm List
Wilhelm List, właśc. Siegmund Wilhelm Walther List (ur. 14 maja 1880 w Oberkirchberg, zm. 16 sierpnia 1971 w Garmisch-Partenkirchen) – niemiecki wojskowy, szkoleniowiec i bojówkarz, feldmarszałek, dowódca 14 i 12 Armii oraz Grupy Armii „A”, Wehrmachtbefehlshaber na Bałkanach (1941), zbrodniarz wojenny skazany w procesach norymberskich na dożywocie. W roku 1942 w wyniku konfliktu z Hitlerem zwolniony z wojska. Uczestnik I i II wojny światowej.

## Życiorys
Do armii Królestwa Bawarii wstąpił w 1898 roku, awansując dwa lata później na podporucznika. Od 1904 roku był adiutantem dowódcy batalionu. W 1908 roku wstąpił do Bawarskiej Akademii Wojskowej, którą ukończył w stopniu kapitana. Do wybuchu I wojny światowej służył w bawarskim sztabie generalnym. W czasie wojny służył na stanowiskach sztabowych. W styczniu 1918 roku awansował do stopnia majora. Wojnę zakończył w bawarskim ministerstwie wojny.
Po wojnie we Freikorpsie Eppa, brał udział w krwawej likwidacji Bawarskiej Republiki Rad w 1919. Później w Reichswehrze i ministerstwie obrony. W 1927 roku pułkownik. W latach 1930–1933 komendant szkoły piechoty w Dreźnie, w 1932 roku awansowany na generała porucznika. Po Anschlussie Austrii w 1938 roku odpowiedzialny za włączenie armii austriackiej w struktury Wehrmachtu. 1 kwietnia 1939 roku awansowany do stopnia generała pułkownika.
Podczas kampanii wrześniowej w 1939 roku dowodził 14 Armią, za co otrzymał Krzyż Rycerski. Od października 1939 dowódca 12 Armii, która brała udział w kampanii francuskiej i w 1941 roku w kampanii bałkańskiej. W lipcu 1940, po zakończeniu kampanii we Francji, awansowany na feldmarszałka. Na Bałkanach List dowodził całością sił niemieckich. Był odpowiedzialny za liczne zbrodnie wojenne (masowe egzekucje, w tym rozstrzeliwanie zakładników) popełnione na ludności cywilnej Grecji, Albanii i Jugosławii. Po zakończeniu kampanii pozostał do października 1941 roku głównodowodzącym sił niemieckich w południowo-wschodniej Europie. W lipcu 1942 roku objął dowództwo Grupy Armii A na froncie wschodnim, jednak w wyniku konfliktu, w który popadł z Hitlerem co do strategii walki, został 10 września 1942 roku pozbawiony dowodzenia i do końca wojny nie pełnił żadnych funkcji dowódczych.
W 1945 roku trafił do niewoli amerykańskiej. W procesie dowódców na Bałkanach przed Międzynarodowym Trybunałem Wojskowym w Norymberdze został w lutym 1948 roku skazany na dożywocie. Prośba o ułaskawienie została odrzucona w styczniu 1951 przez wysokiego komisarza Stanów Zjednoczonych w Niemczech Johna McCloya. W 1952 roku zwolniony z więzienia Landsberg ze względu na zły stan zdrowia. Zmarł 16 sierpnia 1971 roku w Garmisch-Partenkirchen.